# زنغ يان
زنغ يان (بالصينية: 曾檐) هي مغنية صينية، ولدت في 28 يوليو 1985 في سيتشوان في الصين.